# Giuseppe Rossi (1921-1943)
Giuseppe Rossi (Parma, 6 maggio 1921 – Russia, 16 gennaio 1943) è stato un militare italiano insignito della medaglia d'oro al valor militare alla memoria nel corso della seconda guerra mondiale.

## Biografia
Nacque a Parma nel 1921, figlio di Ettore e Maria Ambri. Lasciò temporaneamente la sua città natale a seguito della famiglia, in quanto il padre, funzionario di banca, si trasferì a Fiume per motivi di lavoro. Nel giugno 1940, a guerra con Francia e Gran Bretagna, avendo i requisiti, presentò domanda di ammissione come allievo ufficiale nel Regio Esercito. Il 3 novembre 1940 è ammesso a frequentare i corsi presso la Regia Accademia Militare di Fanteria e Cavalleria di Modena, uscendone il 27 marzo 1942 con la nomina a sottotenente in servizio permanente effettivo nell'arma di fanteria, assegnato alla specialità alpini. Per il servizio di prima nomina fu assegnato al battaglione alpini "Gemona" dell'8º Reggimento alpini. Nell'agosto 1942 il suo reggimento partì a seguito della Divisione Julia per il fronte orientale. Ufficiale della 69ª Compagnia del battaglione alpini "Gemona", ne seguì le sorti.
Il 15 gennaio 1943 il suo battaglione ricevette l'ordine di ripiegare su Ternowka per riunirsi agli altri reparti dell'8º Reggimento alpini. Tutte le compagnie iniziano così la marcia di ripiegamento, con la 69ª posizionata in retroguardia sottoposta a violenta pressione da parte del nemico. La compagnia non riuscì a liberarsi in quanto fortemente impegnata davanti all'abitato di Krinitschnaja a Selenyj Jar. Nel combattimento del 16 gennaio 1943 la 69ª Compagnia perse tutti gli ufficiali e fu quasi interamente distrutta. Comandante del II plotone, mentre combatteva animatamente al comando dei suoi alpini, rimase ferito due volte in breve tempo, ma si rifiutò di lasciare il suo reparto. 
L'alpino portaferiti Giovanni Pappini gli si avvicinò per portagli soccorso, quando una granata nemica cadde vicino ai due uccidendoli sul colpo. Il suo corpo non venne mai ritrovato. Fu insignito della medaglia d'oro al valor militare alla memoria. Il gruppo dell'Associazione Nazionale Alpini di Parma è a lui intitolato.